# Eystein II de Norvège
Eystein Haraldsson  (Øystein Haraldsson, 1125? - 1157) est le co-roi de Norvège de 1142 à 1157.

## Origine
Eystein ou Øystein est un fils illégitime de Harald IV de Norvège, et d'une dénommée Beathack ou Bjadauk, il vivait en Écosse lorsqu'il est pressenti par un parti de nobles dirigé par Arne Sturleson, Thorleiv Brynjolfon et Kolbein Ruge qui l'accompagnent en Norvège avec sa mère et le proclame roi en 1142 à Trondheim au Trondelag.

## Règne

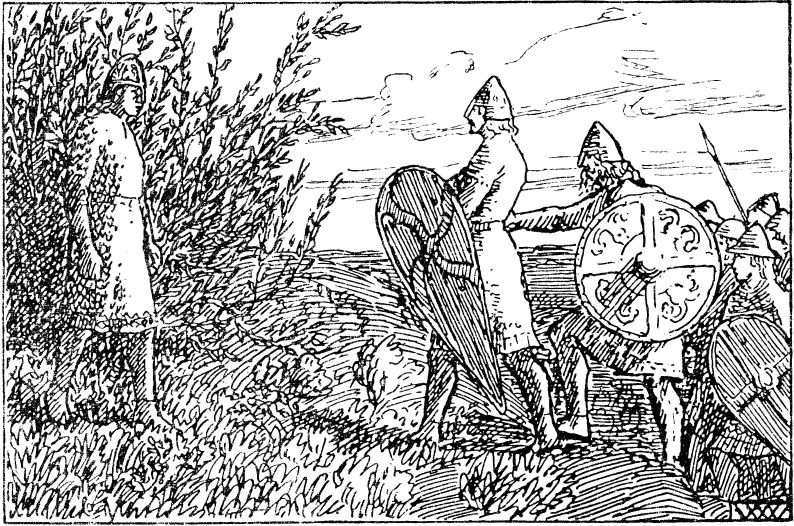
Capture du roi Øystein II gravure de Wilhelm Wetlesen (fin du XIXe siècle)

Le roi Eystein Haraldsson effectue entre 1151 et 1153 une campagne de pillage sur les côtes est de l'Écosse et de l'Angleterre que l'on considère comme la dernière expédition de Vikings.
Eystein quitte la Norvège et navigue vers l'ouest. Il atteint le Caithness où il capture et rançonne à Thurso pour trois marks d'or le Jarl Harald Maddadsson. Le roi Eystein se dirige ensuite vers le sud, il aborde la côte d'Écosse à Aberdeen qu'il prend et pille. Continuant à suivre la côte il livre bataille à Hartlepool avant d'atteindre l'Angleterre du roi Étienne où il combat à « Skarpa-sker » et pille Whitby, Scarborough et le Golfe de Wash, où les Norvégiens brûlent une cité nommée « Langatum » avant de rejoindre la Norvège avec leur butin. 
De retour en Norvège, il se montre d'abord favorable à Sigurd Munn dans le conflit qui l'oppose au parti de leur demi-frère Inge Ier. Après la mort de Sigurd II Munn en 1155 il se réconcilie provisoirement avec Inge Ier avant d'entrer en conflit en 1156 avec Grégorius Dagsson le principal partisan de ce dernier. Les forces d'Eystein très inférieures en nombre l'abandonnent avant le combat et il est capturé et tué le 21 août 1157 par les hommes de Simon Skaalp un lieutenant d'Inge Ier. Son corps est inhumé dans l'église de Fors et ses partisans décident alors de mettre à leur tête son neveu Håkon Herdibreid le fils de Sigurd Munn.

## Union et postérité
Eystein avait épousé Ragna Nikolasdatter une fille de Nicolas Maase mais son union reste stérile. Il laisse un fils illégitime nommé Eystein Eysteinsson qui sera lui aussi un prétendant au trône.

## Sources
Heimskringla de Snorri Sturluson
- (en) Sagas of the Norse Kings, Everyman's Library: Livre XV « The sons of Harald » p. 341-372.
- (no) Knut Peter Lyche Arstad, « Øystein 2 Haraldsson », Norsk biografisk leksikon, consulté le 5 octobre 2013.